# Fermanville
Fermanville [fɛʁmɑ̃vil] ist ein Dorf und eine Gemeinde mit 1291 Einwohnern (Stand 1. Januar 2022) im französischen Département Manche in der Region Normandie. Dort befindet sich eine der bedeutendsten Fundstätten des Mittelpaläolithikums.

## Toponymie
Der Ortsname kommt aus dem anglo-skandinavischen Farman, die Endung „ville“ bedeutet Stadt.

## Geografie

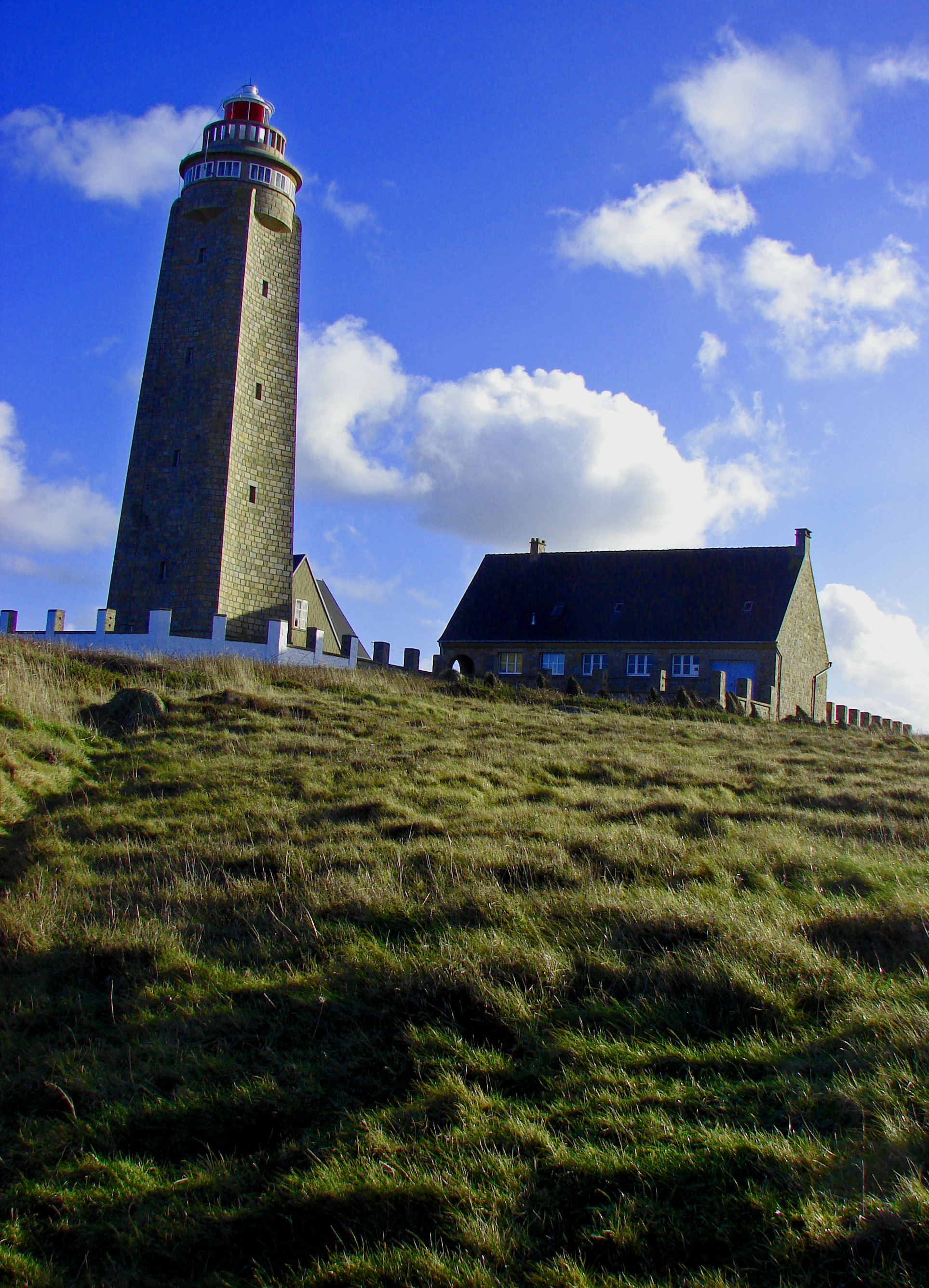
Leuchtturm am Cap Lévi

Fermanville liegt an der Nordküste der Halbinsel Cotentin auf halbem Weg zwischen Cherbourg-Octeville und Pointe de Barfleur im armorikanischen Massiv, in der Landschaft Val de Saire. Die Gemeinde grenzt an die Küste des Ärmelkanals, die sich im Gemeindegebiet auf einer Länge von 24,3 Kilometern erstreckt. Nahe dem Cap Lévi liegen zwei Häfen, Port du Cap Lévi und Port Pignot. Am Kap selbst steht der Leuchtturm Phare du Cap Lévi.
Der Hauptort der Gemeinde heißt La Heugue, die Siedlungsgebiete sind – wie häufig in der Normandie – verstreut. Darüber hinaus gehören zur Gemeinde 24 Weiler, deren Häuser häufig aus rosafarbenem Granit bestehen.
Die Gemeinde wird vom Flüsschen Poult durchflossen. Dessen Tal wird durch die 242 Meter lange Eisenbahnbrücke Viaduc de Fermanville überquert. Sie wurde von der 1951 stillgelegten Bahnstrecke Cherbourg-Barfleur genutzt. Jene bekam den französischsprachigen Spitznamen Tue-vaques, weil die Züge angeblich mehrere Kühe getötet hatten.

## Geschichte

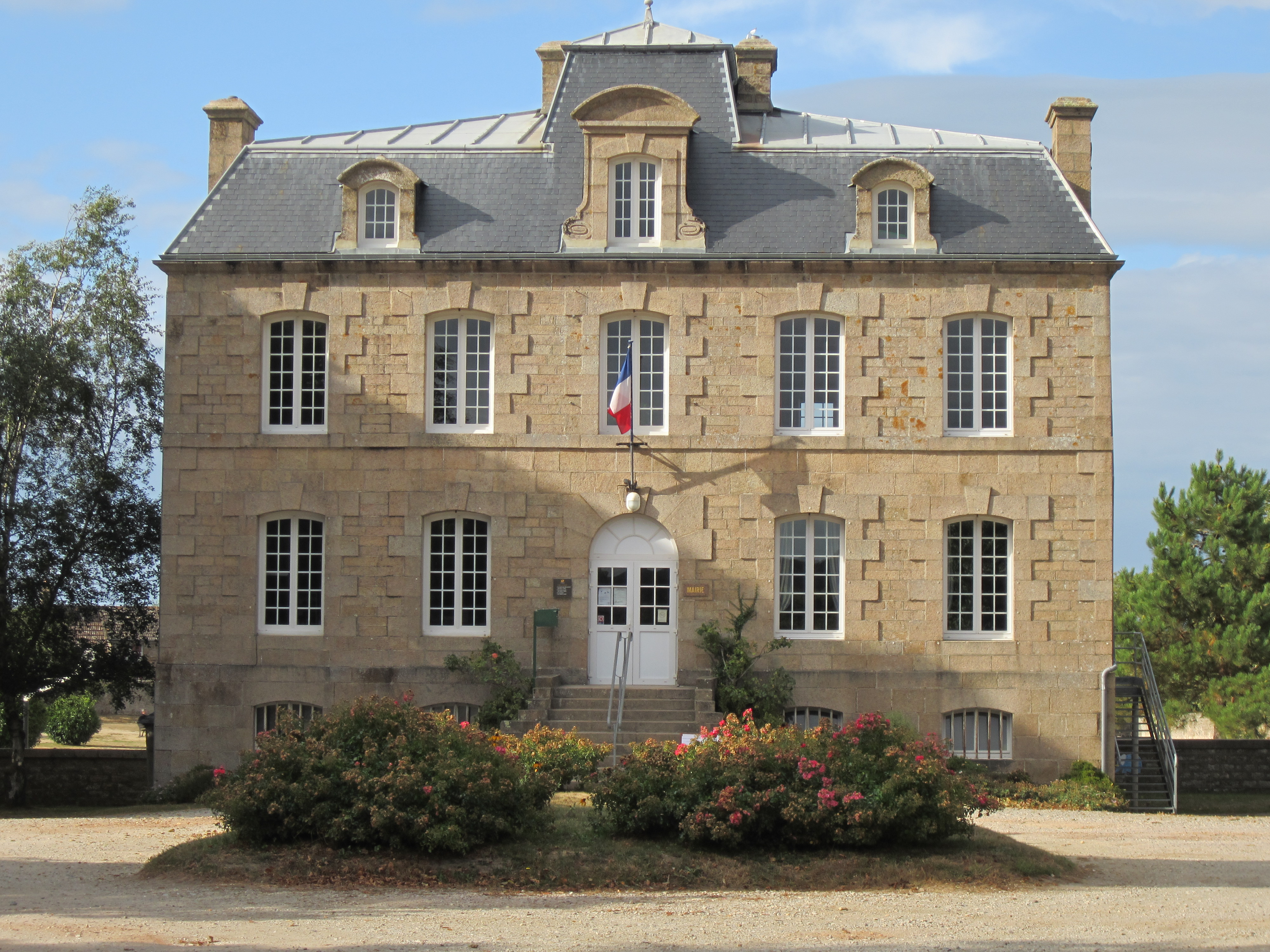
Mairie (Rathaus) von Fermanville

In der 1978 entdeckten archäologischen Stätte Port Pignot fand man bedeutende Überreste einer menschlichen Ansiedlung. Die Funde reichen bis zu 200.000 oder 250.000 Jahre ins mittlere Paläolithikum zurück. Reste der Hütten und Feuerstellen sind im Musée de Normandie in Caen ausgestellt; die Stellen, wo Steine behauen wurden, können vor Ort besichtigt werden. Eine weitere wichtige Stätte jener Epoche befindet sich auf der Halbinsel Cotentin in Saint-Germain-des-Vaux am Roche Gélétan, auf dem Gebiet der Gemeinde La Hague.
1968 kam nach einer Springtide ein 18 m langer 6 m breiter Kahn aus dem 7. Jahrhundert zum Vorschein. Er war an der Pointe de Fréval im Sand begraben und wurde wahrscheinlich bis zum Strand gezogen, um als Grabstätte einer wichtigen Person zu dienen. Dadurch können Kenntnisse über die Seetechniken des Mittelalters gewonnen werden (in Groix wurde 1906 ein Wikinger-Kahn entdeckt). 1932 sank das U-Boot Prométhée vor dem Cap Lévi.
Am 30. April 1997 explodierte vor dem Cap Lévi das Marineschiff La Fidèle, das dort Sprengkörper versenken sollte. Fünf Angehörige seiner Mannschaft kamen dabei ums Leben, viele wurden verletzt.

## Bevölkerungsentwicklung
| Jahr      | 1962 | 1968 | 1975 | 1982 | 1990 | 1999 | 2011 | 2018 |
| Einwohner | 810  | 724  | 708  | 992  | 1271 | 1408 | 1391 | 1274 |

## Sehenswürdigkeiten

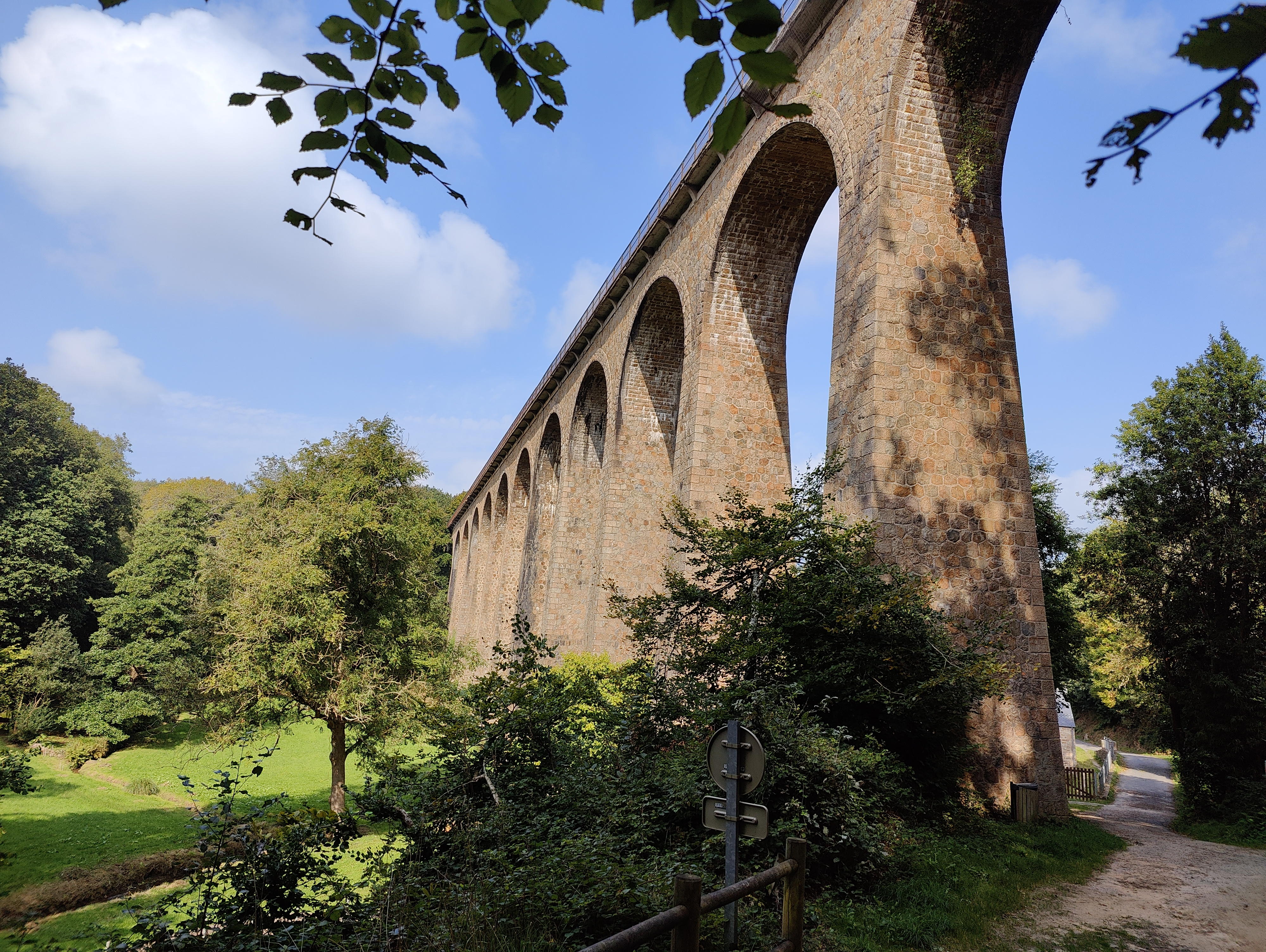
Bahnviadukt

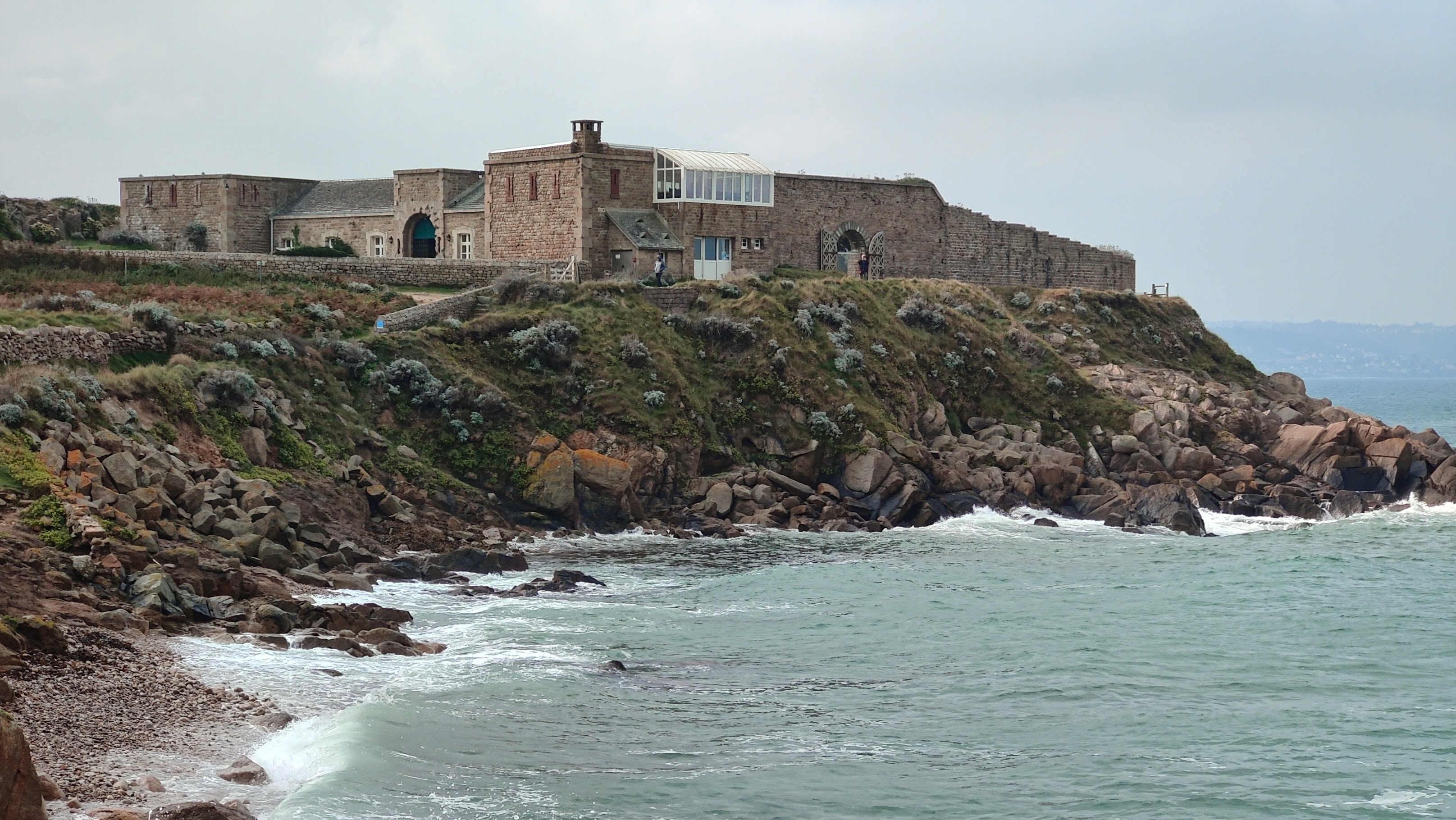
Fort du Cap Lévi

Mit 18 Ankerplätzen ist Port Pignot einer der kleinsten Häfen Frankreichs. Im Steinbruch wurde rosa Granit gewonnen, das nicht nur zum Bau der örtlichen Häusern gedient hatte, sondern auch zum Bau der Hauptfassade des Pariser Kaufhauses Le Printemps, des Gatteviller Leuchtturms und des Obelisken von Utah Beach verwendet wurde.
- Port Pignot, archäologische Stätte: ehemaliger Strand, der heute 10 m unter dem Meeresspiegel liegt und sich als eine der bedeutendsten französischen früh-mittelpaläolithischen Fundstätten erwies
- Holzkapelle Notre-Dame des Champs
- Kirche Saint-Martin, ursprünglich ohne Kirchturm aus dem  13. Jahrhundert mit einem griechischen Kreuz ähnelnden Grundriss und Mitte des 17. Jahrhunderts nachträglich errichtetem getrenntem Kirchturm
  - Kapelle des Nord-Querschiffs, Sankt Martin gewidmet und Kapelle des Süd-Querschiffs, Notre-Dame de Lourdes gewidmet
- Stele zur Erinnerung an die Dichterin Marie Ravenel (* 1811 in Réthoville; † 1892 in Fermanville 1893)
- Stele zur Erinnerung an die Vermissten des Schiffes La Fidèle, das vor dem Kap Lévi explodierte
- Gedenkkreuz in Fréval zur Erinnerung an die Vermissten des U-Bootes Prométhée bei der Havarie von 1932
- Fort du Cap Lévi: Festung aus der Napoleon-Zeit (Anfang 19. Jahrhundert)
- Vallée des moulins: 7 Mühlen erzeugten damals Mehl (Weizen und Buchweizen) und Öl (darunter Nussöl)
- Viaduc de Fermanville: Bahnviadukt mit 20 Bögen, 242 m lang und 32 m hoch, erbaut zwischen 1908 und 1911, um die Fahrt der Züge zwischen Cherbourg und Barfleur zu ermöglichen. Es wurde teilweise von den deutschen Streitkräften und von der alliierten Marine am 21. Juni 1944 zerstört. 1947 wurde es wieder instand gesetzt und wurde bis zur Stilllegung der Strecke am 30. September 1950 benutzt.
- La Pointe du Brick, im Westen der Gemeinde, und die gemeinsam mit Maupertus-sur-Mer geteilt ist, ist eine Naturschutzzone wegen der Heide, des Hochwalds und des Niederwalds. In der Brulay-Heide, wurden Exmoor Poneys und Ziegen wieder auf die Weiden gesetzt. Die Heide gehört dem Conservatoire du littoral, wo sich auch eine ehemalige französische Verteidigungsanlage befindet.

## Persönlichkeiten
- Marie Ravenel (* 1811 in Réthoville; † 1893 in Fermanville), französische Dichterin
- Rachel Hautot (1882–1935), französische Bildhauerin, geboren im Ort
- Félix Amiot (1894–1974), französischer Industrieller, Besitzer von Fort du Cap Lévi.